# FC Ingolstadt 04
FC Ingolstadt 04 este un club de fotbal din Ingolstadt , Germania care evoluează în 3. Liga. Clubul a fost înființat în anul 2004 în urma fuziunii a două echipe: ESV Ingolstadt și MTV Ingolstadt.
La data de 17 mai 2015, Ingolstadt a devenit campioană în 2. Bundesliga și a obținut astfel în premieră promovarea în Bundesliga. În primul sezon petrecut în eșalonul de elită din Germania, Ingolstadt a ocupat locul 11. În al doilea sezon, Ingolstadt a încheiat pe locul 17 și a retrogradat în 2. Bundesliga. În 2019, echipa a ocupat locul 16 în eșalonul secund și a pierdut barajul de menținere în 2. Bundesliga, fiind învinsă de SV Wehen Wiesbaden în urma regulii golurilor marcate în deplasare.
Clubul este poreclit Die Schanzer, un nume cu rezonanță militară care înseamnă „oamenii din tranșee”. Imnul oficial al clubului se intitulează „Schanzer Herz” și este interpretat de trupa de hard rock Bonfire care are origini chiar din Ingolstadt. Înaintea startului partidelor de pe teren propriu, la stația de amplificare a stadionului este difuzată melodia Thunderstruck a trupei AC/DC.